# Janggot Seungko
Janggot Seungko is een bestuurslaag in het regentschap Bireuen van de provincie Atjeh, Indonesië. Janggot Seungko telt 750 inwoners (volkstelling 2010).